# ملک جوی (کانال)
ملک جوی (ملک جوب) مربوط به دوران‌های تاریخی پس از اسلام است و در شهرستان کلاردشت، روستای رودبارک واقع شده و این اثر در تاریخ ۱۷ اسفند ۱۳۸۱ با شمارهٔ ثبت ۷۸۵۰ به‌عنوان یکی از آثار ملی ایران به ثبت رسیده است.